# Augustus (titel)
Augustus (pl. Augusti; /ɔːˈɡʌstəs/ aw-GUST-əs,; "majestætisk", "stor" eller "ærværdig") var den primære titel for de romerske kejsere under det romerske kejserrige. Det blev givet som både navn og titel til Gaius Julius Caesar Octavianus (hvorefter han blot blev omtalt som Augustus) i 27 f.Kr., hvilket markerede hans tiltrædelse som Roms første kejser. Ved hans død blev det den officiel titel for hans efterfølger, og det blev derefter brugt af alle de efterfølgende kejsere. Den feminine form af ordet er Augusta, og denne blev brugt af romerske kejserinder og andre kvindelige medlemmer af den kejserlige familie. De maskuline og feminine former opstod under den romerske republik i forbindelse med ting, der blev betragtet som guddommelige eller hellige i henhold til den traditionelle romersk religion. Brugen som titler for større og mindre romerske guddomme i kejserriget associerede det kejserlige system og familie med traditionelle romerske dyder og den guddommelige vilje. Det kan betragtes som et træk i den romerske kejserkult.
I de romerske græsktalende provinser blev "Augustus" oversat som Sebastos (Σεβαστός, "ærværdig") eller helleniseret som Augoustos (Αὔγουστος); disse titler fortsatte med at blive brugt i Det Byzantinske Rige indtil Konstantinopels fald i 1453 – selvom de gradvist mistede deres kejserlige eksklusivitet.
Efter det Vestromerske Riges fald blev titlen "Augustus" indarbejdet i titlen for den hellige tysk-romersk kejser – en præcedens skabt af Karl den Store, der brugte titlen serenissimus Augustus. Som sådan blev Augustus nogle gange også brugt som et navn for mænd af aristokratisk oprindelse, særligt i landene i Det Tysk-Romerske Rige. Det forbliver et navn, der gives til mænd.

## Titel i antikkens Rom

### Tidligste brug
Omkring tredive år inden titlen blev associeret med Cæsars arving, var augustus en obskur æresbevisning med religiøse associationer. En tidlig kontekst (58 f.Kr.) forbinder den med provinsen Lares (romerske husguder). I latinsk poesi og prosa betegner den en yderligere ophøjelse eller forstærkning af det, der allerede er helligt eller religiøst. Nogle romerske kilder satte det i forbindelse med auspicier, og Rom siges at være blevet grundlagt med Romulus' "augusti auspice".

### Kejserlig hædersbevisning
Den første sande romerske kejser, der er kendt som "Augustus" (og først regnet som anses som en romersk kejser) var Octavian. Han var den adopterede søn og arving af Julius Cæsar, som var blevet myrdet for hans tilsyneladende aspiration om ét guddommeligt monarki – efterfølgende officielt guddommeliggjort. Octavian undgik omhyggeligt enhver association med Cæsars påstande, udover at anerkende hans position og pligter som Divi filius ("søn af den guddommelige"). Ikke desto mindre var hans position enestående og ekstraordinær. Han havde afsluttet Roms langvarige og blodige borgerkrig med sin sejr ved Actium og etableret en varig fred. Han var indlysende begunstiget af guderne. Som princeps senatus ("første mand eller leder af Senatet") præsiderede han ved senatsmøderne. Han var pontifex maximus, ypperstepræst for den romerske statsreligion. Han havde konsulære imperium med den højeste grad af autoritet. Han var øverstkommanderende for alle romerske legioner og havde tribunicia potestas ("tribunikernes magt"). Som tribune var hans person ukrænkelig (sacrosanctitas), og han havde ret til at nedlægge veto mod enhver handling eller forslag fra enhver magistrat i Rom.
Han blev officielt omdøbt til Augustus af det romerske Senat den 16. januar 27 f.Kr. – eller måske ratificerede Senatet hans eget, grundigt overvejet, valg; man havde overvejet "Romulus", man han var blevet afvist. Dette navn blev anset for at være for åbenlyst, da det ville gøre Octavius til den anden grundlægger af Rom. Så hans omdøbning er i en vag form associeret med traditionelt republikansk religiøsitet. Med der var uden fortilfælde at anvende titlen som et cognomen, hvilket kan have tjent til at vise, at hans position skyldte Roms og dets guders godkendelse – og muligvis hans egen unikke, ophøjede, "gudagtige" natur og talenter. Hans fulde og officielle titel blev således Imperator Caesar Divi Filius Augustus .
Augustus' religiøse reformer udvidede eller bekræftede Augusti som en næsten universel titel eller ære for forskellige mindre lokale guder, herunder Lares Augusti af lokalsamfund og obskure provinsguder som den nordafrikanske Marazgu Augustus. Denne udvidelse af en kejserlig ærestitel til større og mindre guddomme i Rom og dets provinser betragtes som et jordnært træk ved den kejserlige kult, som fortsatte indtil man officielt udskiftede Roms traditionelle religioner med kristendommen. Titlens religiøse tvetydighed tillod denne form for guddommeliggørelse i hele kejserriget, da undersåtter – begyndende fra Asien og Bithynien – adopterede tilbedelsen af Augustus' genius eller sjæl og etablerede en herskerkult.
Den første kejser (Octavian) testamenterede titlen Augustus til sin adopterede arving og efterfølger Tiberius i sit testamente. Fra da af – selv om det ikke medførte nogle specifikke juridiske beføjelser – var Augustus et titulært element i det kejserlige navn. Efterfølgende blev titlen tildelt af det romerske Senat. Indtil Marcus Aurelius (r. 161–180) var titlen unik for dens bærer; i 161 fik Marcus Aurelius ophøjet Lucius Verus (r. 161–169) til Augustus, hvorefter begge bar titlen på samme tid.
Datoen for en kejsers tildeling af titlen Augustus blev fejret som dies imperii og blev mindet årligt. Fra det 3. århundrede blev nye kejsere ofte hyldet som Augusti af hæren. Kejsere arvede også titlen Cæsar (som oprindeligt var et familienavn) som en del af deres titler. Tetrarkiet indstiftet af Diocletian delte magten mellem to Augusti og to Caesares. Ikke desto mindre beholdt Diocletian, som Augustus senior, den lovgivende magt. Diocletian og hans senere efterfølger, Konstantin den Store, brugte begge titlen semper Augustus ('altid Augustus'), hvilket indikerer en formalisering af navnet i slutningen af det 3. århundrede og begyndelsen af det 4. århundrede. Fra Konstantins regeringstid og fremefter blev det græske ord: Σεβαστός (translit.: Sebastós) ikke længere brugt som oversættelsen af "Augustus", men i stedet blev ordet Αὔγουστος (translit.: aúgoustos) brugt.
Begyndende med Valentinian den Store og hans bror Valens, som han udnævnte til Augustus pari iure ('Augustus med samme rettigheder') i 364, havde man samtidig to Augusti, som var ligestillede; én i de østlige og én i de vestlige provinser. Den sidste kejser udråbt i Det Vestromerske Rige, Romulus (r. 475–476), tog ikke bare titlen Augustus som en titel, men også som et navn (og blev Romulus Augustus pius felix Augustus).
Efter sejren over det sassaniderne i den byzantinsk-sasanske krig i 602-628 – den sidste fase af de romersk-persiske krige i det 7. århundrede – introducerede kejser Heraclius den græske titel: βασιλεύς (translit.: basileús; oversat: "monak") og titlen Augoustos mistede sin betydning. Indtil Heraclius' reformer i 629 havde kongelige titler været undgået i Rom, som følge af den legendariske væltning af den sidste romerske konge Tarquinius Superbus af Lucius Junius Brutus i slutningen af det 6. århundrede f.Kr.
De kejserlige titler imperator, cæsar og augustus blev henholdsvis gengivet på græsk som autokratōr, kaisar og augoustos (eller sebastos ). De græske titler blev brugt i Det Byzantinske Rige indtil dets fald i 1453, selvom sebastos mistede sin kejserlige eksklusivitet og autokratōr sammen med basileus blev kejserens eksklusive titel efter det 8. århundrede.

### Kvindelige ækvivalent
Augusta var den kvindelige ækvivalent til Augustus, og havde lignende oprindelse med hensyn til den romerske religion.
Den første kvinde, der modtog den ærefulde titel som Augusta, var Livia Drusilla, efter hendes mand Augustus' sidste vilje. Fra hans død (14 e.Kr.) var hun kendt som Julia Augusta, indtil hendes egen død i 29 e.Kr.

## Andre anvendelser

### Det Tysk-Romerske Rige
Karl den Store brugte titlen serenissimus Augustus som et præfiks til sine titler. Otto den Store brugte titlen imperator Augustus. Titlens enkelhed og fraværet af nogen omtale af Rom var i respekt for Byzans – selv om han kortvarigt ville bruge titlen imperator Augustus Romanorum ac Francorum (Kejser-Augustus af romerne og frankerne) i 966. I det 12. århundrede var kejserens titel blevet til Dei gratia Romanorum imperator semper Augustus (ved Guds nåde, romernes kejser, altid Augustus) og ville forblive dette indtil i hvert fald det 16. århundrede.
Når titlen semper Augustus ("altid Augustus") blev oversat til tysk i den sene periode af Det Tysk-Romerske Rige, blev det ikke gengivet bogstaveligt, men som allzeit Mehrer des Reiches ("rigets stadig forøger"), fra den transitive verbale betydning af augere "at forstærke, forøge".

### Brian Boru
Den irske højkonge Brian Boru (ca. 941 – 1014) blev beskrevet i Ulster-annalene som ardrí Gaidhel Erenn & Gall & Bretan, August iartair tuaiscirt Eorpa uile ("Højkonge af gælerne i Irland, nordboerne og briterne, Augustus af hele Nordvesteuropa"), og var den eneste irske konge, der modtog denne udmærkelse.